# Boneca de papel

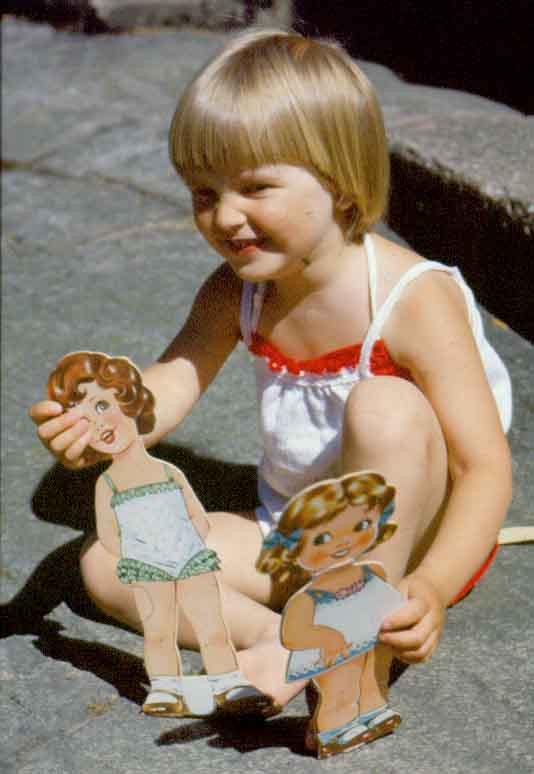
Uma menina brincando com bonecas de papel

Bonecas de papel são figuras recortadas em papel ou cartão fino, com roupas separadas, também feitas de papel, que geralmente são presas às bonecas por abas dobráveis de papel. Podem ser a figura de uma pessoa, animal ou objeto inanimado. Bonecas de papel têm sido brinquedos baratos para crianças por quase duzentos anos. Hoje, muitos artistas estão transformando bonecas de papel em uma forma de arte.
Bonecas de papel foram usadas para publicidade, apareceram em revistas e jornais e cobriram uma variedade de assuntos e períodos de tempo. Ao longo dos anos, elas têm sido usadas para reforçar crenças culturais em relação à aparência da mulher ideal.
Hoje, elas se tornaram colecionáveis muito procurados, especialmente porque as bonecas de papel vintage se tornam mais raras devido à vida útil limitada dos objetos de papel. Bonecas de papel ainda estão sendo criadas hoje.
Algumas figuras de plástico planas são semelhantes às bonecas de papel, como as figuras Colorforms e as bonecas Flatsy, mas estas são meras imitações e não são consideradas verdadeiras características arquetípicas da forma de arte da boneca de papel. Versões magnetizadas de bonecas de papel também foram produzidas ao longo dos anos..
Bonecas de papel recuperaram a popularidade entre as crianças com personagens populares e celebridades. Bonecas de papel virtuais como KiSS, Stardoll e vestidores de bonecas também têm seguidores populares, com usuários capazes de arrastar e soltar imagens de roupas em imagens de bonecas ou pessoas reais.